# 兴业街道
兴业街道，是中华人民共和国吉林省长春市宽城区下辖的一个街道。2023年3月17日行政区划调整。调整后，管辖范围东起长哈铁路，西至九台路，南起长新街，北至北环城路。

## 行政区划
兴业街道下辖以下地区：
宏波社区、庆丰社区和上台子村。
2023年3月17日行政区划调整后，下辖富城、庆丰、新村、宏波4个社区和上台1个行政村。